# Louis Andrieu
Louis Andrieu was een Belgisch schutter.

## Levensloop
Andrieu behaalde in 1914 met het Belgisch team (voorts samengesteld uit Paul Van Asbroeck, Henri Saveur, Victor Robert en Serruys) brons in het onderdeel 'pistool, 50 meter team' op de wereldkampioenschappen te Vyborg.
Ook nam hij deel aan de Olympische Zomerspelen van 1920 te Antwerpen. Met het Belgisch team (voorts bestaande uit Paul Van Asbroeck, Norbert Van Molle, Philippe Cammaerts en Victor Robert) eindigde hij er op een zesde plaats in het onderdeel 'kleinkalibergeweer, 50 meter team'.